# Torneo WTA de Bogotá 2019
El Claro Copa Colsanitas 2019 fue un evento de tenis WTA International disputado en Bogotá (Colombia), en el complejo del Club Campestre El Carmel, en canchas de polvo de ladrillo al aire libre, entre el 8 y el 14 de abril de 2019.

## Distribución de puntos
| Modalidad           | Campeona | Finalista | Semifinales | Cuartos de final | 2ª ronda | 1ª ronda | Clasificadas | 2ª ronda de clasificación | 1ª ronda de clasificación |
| Individual femenino | 280      | 180       | 110         | 60               | 30       | 1        | 18           | 12                        | 1                         |
| Dobles femenino     | 280      | 180       | 110         | 60               | 1        | -        | -            | -                         | -                         |

## Cabezas de serie

### Individuales femenino
| Tenista                   | Ranking | Preclasificada |
| Jeļena Ostapenko          | 31      | 1              |
| Petra Martić              | 53      | 2              |
| Tatjana Maria             | 59      | 3              |
| Anna Karolína Schmiedlová | 64      | 4              |
| Tamara Zidanšek           | 65      | 5              |
| Amanda Anisimova          | 74      | 6              |
| Sara Sorribes             | 78      | 7              |
| Magda Linette             | 85      | 8              |
| Dalila Jakupović          | 92      | 9              |
| Ivana Jorović             | 100     | 10             |
| Lara Arruabarrena         | 102     | 11             |

- Ranking del 1 de abril de 2019.[2]

### Dobles femenino
| Tenista                            | Ranking | Preclasificada |
| Dalila Jakupović Irina Khromacheva | 90      | 1              |
| Lara Arruabarrena Sara Sorribes    | 114     | 2              |
| Alexa Guarachi Desirae Krawczyk    | 125     | 3              |
| Monique Adamczak Jessica Moore     | 145     | 4              |

## Campeonas

### Individual femenino
Amanda Anisimova venció a  Astra Sharma por 4-6, 6-4, 6-1

### Dobles femenino
Zoe Hives /  Astra Sharma vencieron a  Hayley Carter /  Ena Shibahara por 6-1, 6-2